# Lameirão (São Vicente)

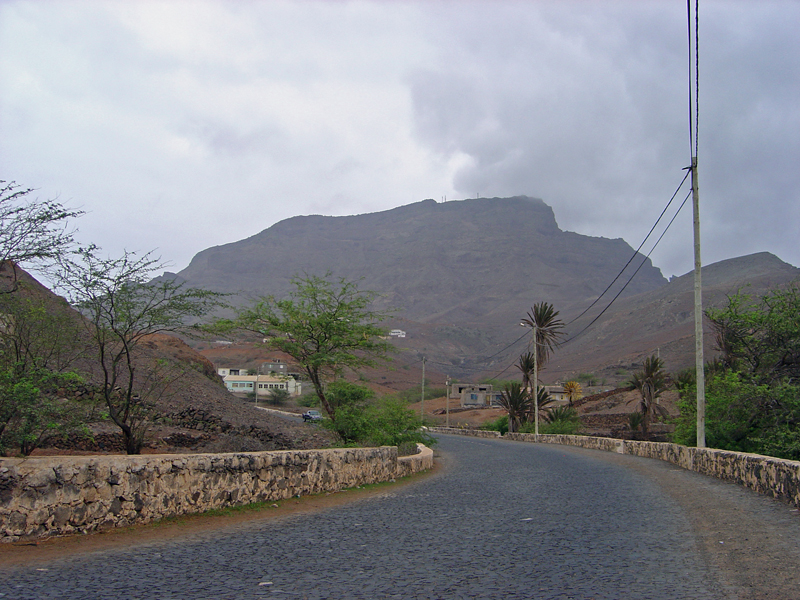
Lameirão, com o Monte Verde ao fundo

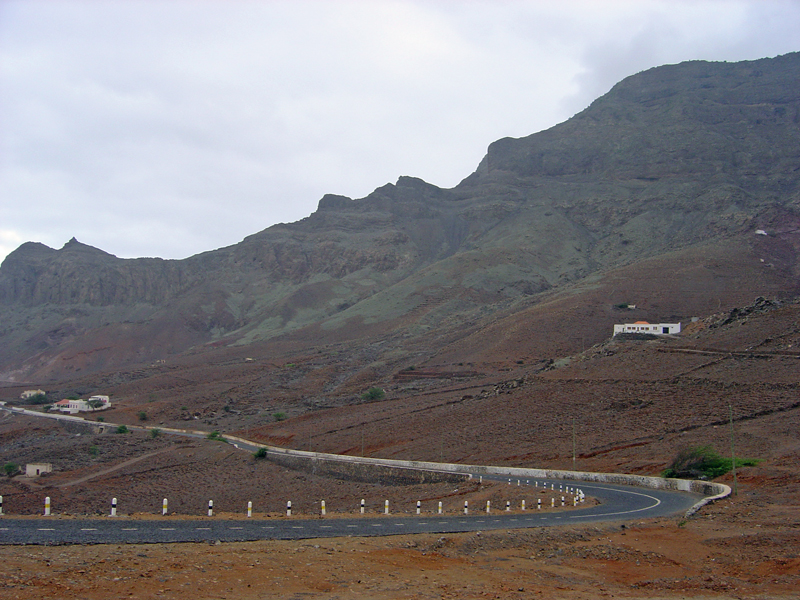
Pé de Verde

Lameirão é uma zona da ilha de São Vicente, em Cabo Verde. Pertence à freguesia de Nossa Senhora da Luz e ao concelho de São Vicente. Situa-se a oeste do Monte Verde e a leste cidade do Mindelo, sendo atravessada pela estrada entre a cidade e a Baía das Gatas.
Na zona encontram-se hortas, muitas delas abandonadas devido às secas, e ainda algumas palmeiras.
A zona do Lameirão é composta pelos seguintes lugares:
- Lameirão
- Mato Inglês
- Pé de Verde

## Lugares próximos
- Salamansa, norte
- Seixal, sul
- Baía das Gatas, este
- Mindelo, oeste

| Ilha de São Vicente |
| --- |
| Zonas e Lugares Baía das Gatas \| Calhau \| Lameirão \| Lazareto \| Madeiral \| Mato Inglês \| Mindelo \| Praia do Norte \| Ribeira da Vinha \| Ribeira de Calhau \| Ribeira de Julião \| Salamansa \| São Pedro \| Seixal |
| Montanhas Fateixa \| Madeiral \| Monte Cara \| Monte Verde \| Tope de Caixa \| Topona |
| Ribeiras Ribeira de Julião |
| Outros Flamengos \| Fontainhas \| João Evora \| Palha Carga \| Pé de Verde \| Praia Grande \| Saragaça \| Viana |
| Cabo Verde \| Sotavento \| São Vicente |